# 神在月のこども
『神在月のこども』（かみありづきのこども）は、2021年10月8日に公開された日本の長編アニメーション映画。
監督は、コミュニケーション監督が四戸俊成。アニメーション監督が初監督となる白井孝奈。
毎年旧暦の10月に全国の神々が出雲に集い、翌年の縁を結ぶ会議を行うという伝承を題材に、母を亡くしたことにより、大好きだった走ることから目をそらしていた少女が、兎と鬼の少年に導かれ、神話の地・出雲を目指して駆ける中で成長していく姿が描かれる。
公開に先立って、完成披露舞台挨拶が、東京のユナイテッド・シネマ豊洲と島根・大社文化プレイスうらら館の2カ所で10月2日に同時開催された。
また、公開初日の10月8日に舞台挨拶がイオンシネマ板橋で行われ、蒔田、井浦、新津、神谷、白井監督、四戸監督が登壇した。
映画の主な舞台となった出雲では、Ｔ・ジョイ出雲にて全国最多の1日8回上映が行われた。

## あらすじ
都内に住む小学生のカンナは母・弥生を亡くした喪失感を拭えずに、好きだった「走ること」からも逃れようとするようになる。校内マラソン大会でも思うように走れず、父が慰めてくれるが、逆にむかついて、その場から逃げるように走り出し、雨の中を近くの牛島神社に駆け込む。
何かにつまずいて倒れ込み、持っていた母の形見の勾玉の腕輪が地面に投げ出された。その腕輪を拾い上げ、身につけてみると、降っていた雨粒が空中で静止してしまう。そして、突然現れた大きな黒い牛の姿をした神に驚いていると、今度は鬼の少年・夜叉が現れ、カンナの腕輪を奪い取ろうとする。その夜叉からカンナを守ろうと、学校の飼育小屋でいつも親しんでいた白兎のシロが姿を現し、やがて自分は「神の使い」だと話し始める。
シロが言うには、旧暦の10月・神無月（出雲では神在月）には全国から神々が出雲に集い、「神議り」という翌年の縁を結ぶ話し合いを行うが、その前日に神在祭が行われるので、各地の神社を巡り神々から食材や料理などの馳走を集めて、今夜の7時までに出雲に届けてほしいとのこと。
カンナは困惑するが、これはもともと母の弥生が「韋駄天」の末裔として果たしてきた役目だったという。また、シロから出雲に行き、ご縁があれば母に会えると聞かされ、「韋駄天」の末裔としての役目を引き受けることになる。
そして、カンナは敬遠していた「走ること」に向き合い、時がほぼ停止してしまった東京から母が走った道をたどって、各地の神社の神々から馳走を預かりながら、出雲へ駆けていく。
「韋駄天」に対する代々の因縁から夜叉に邪魔されたりもするが、カンナが夜叉を助けたことがきっかけで仲間になる。その後も何度も走ることに挫けそうになりながらも、各地の神々との出会いなどを通して少しずつ母の死を乗り越えて成長していく。

## 登場人物
神々などの声は声優、人間のキャラクター（主要人物など）は俳優が演じている。

### 主要人物
葉山カンナ（はやま カンナ）
声 - 蒔田彩珠 （幼少期：新津ちせ）
12歳の少女。1年前に母が他界し、大好きだった「走ること」と向き合えなくなっている。
東京から出雲まで「韋駄天」の末裔としての母の役目を継ぎ、走って向かおうとする。
シロ
声 - 坂本真綾
カンナを出雲への旅に誘う神の使いの白兎。学校の兎の姿を借りて現れる。因幡の白兎の子孫。
夜叉（やしゃ）
声 - 入野自由
鬼の少年。鬼の先祖と韋駄天との代々の因縁でカンナを敵視していた。
カンナに助けられたことがきっかけで、出雲に向かう仲間となっていく。
葉山弥生（はやま やよい）
声 - 柴咲コウ
カンナの亡くなった母親。韋駄天という神の末裔。家族の太陽のような存在だった。
葉山典正（はやま のりまさ）
声 - 井浦新
カンナの父親。カンナを男手ひとつで支えるが、うまく向き合えずにいる。
ミキ
声 - 永瀬莉子
カンナの同級生で親友。母を亡くしてから心を閉ざしがちなカンナを何かと気遣ってくれる。

### カンナが出会う神々
龍神（りゅうじん）
声 - 高木渉
長野・諏訪大社の祭神・建御名方神（諏訪明神）の化身。大国主の子。
昔、諏訪を治める契りを交わしたため、親神・大国主とは会えないままになっている。
カンナに試練を与えるが、カンナの気持ちに寄り添って励ましてくれる。
恵比寿（えびす）
声 - 茶風林
松江の美保神社の祭神・事代主（ことしろぬし）の別名。大国主の子。
カンナに最後の馳走として、釣り上げたばかりの大きな鯛を託す。
大国主（おおくにぬし）
声 - 神谷明
カンナが目指す出雲大社の祭神。出雲の国造りをした、日本神話に登場する代表的な神。
大国主の元に神々が参集して「神議り」をするとされる。
牛神
声 - 鷲見昂大
牛島神社にいる。小さいときからカンナを知っており、励ましてくれる。
猫神
声 - 島袋美由利
愛宕神社にいる。神火をまとって登場し、鬼灯を馳走として託す。
蛇神
声 - 山下誠一郎
蛇窪神社にいる。白い大蛇の姿をしており、カンナが巻き付かれる。清らかな水の馳走を託す。
山神
声 - 兼政郁人
滋賀・須賀神社にいる。酒造りの神。山から転がり降りてきて、酒の馳走を託す。

### カンナの小学校
担任教師
声 - Leo Ashizawa
授業で神無月、神在月、神議りなどの話をする。
女性教師
声 - 百々麻子
アキコ
声 - 岡本ナミ
カンナの友達。体育の授業でカンナが足がつったと言った時、保健室に連れて行ってくれる。
男子生徒
声 - 中田沙奈枝
女子生徒
声 - 金子彩花
放送委員
声 - 森優子

### その他
ミキの母
声 - 三坂知絵子
典正と挨拶をしている間にカンナとミキがいなくなる。
小川
声 - 藤田曜子
カンナのマンションの住人。
アナウンサー
声 - 上田まりえ
台風関連のニュースなどを放送する。
警備員
声 - 佐藤太一郎
出雲大社近くの道路で、カンナに通行止めの案内をする。

## スタッフ
- 原作・コミュニケーション監督 - 四戸俊成
- アニメーション監督 - 白井孝奈
- 脚本 - 三宅隆太[8]、四戸俊成[8]
- クリエーション監督 - 坂本一也[8]
- 統括プロデューサー - オシアウコ
- プロデューサー - 三島鉄兵、吉田佳弘
- ロケーション監督：三島鉄兵
- プロダクションマネージャー - 里見哲朗
- スーパーバイザー - 諏訪道彦
- 絵コンテ - 白井孝奈[8]、坂本一也[8]、望月智充[8]
- キャラクターデザイン - 佐川遥
- 神様デザイン - 小田裕康[8]
- 総作画監督 - 佐川遥[8]
- 色彩設計 - 垣田由紀子[8]
- 美術監督 - 佐藤豪志[8]
- 撮影監督 - 高津純平[8]
- 音響監督 - 岩浪美和[8]
- 企画 - クリティカ・ユニバーサル[8]
- 制作 - ライデンフィルム[8]
- 音楽 - 市川淳、NAOKI-T
- 統括 - GUM
- 宣伝 - パジー・エンタテインメント
- 配給 - イオンエンターテイメント[8]
- 製作 - 2021 映画「神在月のこども」製作御縁会（GUM、クリティカ・ユニバーサル、イオンエンターテイメント、ABCアニメーション、メディコス・エンタテインメント、カルチュア・エンタテインメント、メ〜テレ、ソニー・ミュージックレーベルズ、奇譚クラブ、講談社、JR西日本イノベーションズ、神在月会社、JR西日本コミュニケーションズ、リアルワールド、GYAO!、TSKさんいん中央テレビ、ASU、ムラタピクチャーズ、マタアケ）

## 主題歌・挿入歌など
- 主題歌：miwa「神無-KANNA-」[17]（ソニー・ミュージック）

愛知の豊田スタジアムにて、招待された豊田市内の小学生とその保護者ら2,000人の参加者とともに、手拍子レコーディングが実施された。このレコーディングは、カンナが出雲大社に向かって走るラストスパートの場面で使用されている。
- 挿入歌：miwa「Daydream〜在りし日の夢〜」[17]（ソニー・ミュージック）
- エンディングテーマ：miwa「神在月のこども」[11]（ソニー・ミュージック）

（※3曲とも、作詞：miwa、作曲：miwa&NAOKI-T、編曲：NAOKI-T）

## 舞台となった主な場所
- 東京都
  - 牛島神社（墨田区）…カンナの家や学校の近くにあり、よく立ち寄る神社。夜叉やシロと出会う場所。「牛神」から最初の馳走（餅）を預かる。
  - 墨田区立小梅小学校（墨田区）…カンナの通う小学校。
  - 本所吾妻橋駅（墨田区）…近くでカンナがサラリーマンとぶつかり、カンナが謝っても見向きもせず去って行く。
  - 愛宕神社（港区）…「出世の石段」がある。神火をまとった「猫神」が迎えてくれ、鬼灯を馳走として預かる[11]。
  - 蛇窪神社（品川区）…「蛇神」から清らかな水を馳走として預かる[11]。
- 埼玉県
  - 鴻神社（鴻巣市）…「鴻鳥」から卵の馳走を預かる[11]。
  - 神流川・古戦場跡（児玉郡上里町）…ここでカンナが夜叉にひょうたんを奪われ、夜叉と早駆け勝負をすることになる。
- 長野県
  - 諏訪大社・上社本宮（諏訪市）…カンナが大声で挨拶をして龍神を呼ぶ。
  - 諏訪湖（岡谷市、諏訪市、諏訪郡下諏訪町）…上空でカンナが龍神に試練を与えられる。落ちそうになった夜叉を助ける。龍神からは稲の馳走を預かる。
  - 木曽路・奈良井宿（塩尻市）…中山道の宿場だった。カンナが五平餅を食べていた場所[11]。
- 滋賀県
  - 須賀神社 （長浜市）…「山の神」から酒の馳走を預かる[11]。
- 京都府
  - 天橋立 、天橋立温泉（宮津市）…カンナたち3人が足湯につかり一休みする。
- 鳥取県
  - 白兎神社（鳥取市）…シロの故郷。大勢の兎がシロを応援し、手を振っていた。
- 島根県
  - 美保神社・美保関（松江市）…ここで恵比寿さまから最後の馳走（釣りたての大きな鯛）を預かる。
  - 猪目海岸（出雲市）…カンナが夜叉に走るのをやめると言うと、夜叉に「弥生と一緒に走っていたときの気持ちまで全部嘘だったって言えるのかよ」と言われる。
  - 猪目洞窟（出雲市）…カンナが「神もどき」に弥生の幻影を見せられ、走ることを投げ出しそうになるが、「自分の好きを信じたい」という気持ちで再び走り出す。
  - 稲佐の浜（出雲市）…神迎祭が行われる。カンナたちが到着したときには神事は終わっていた。
  - 出雲大社（出雲市）…カンナたちが目指したゴール。神在祭、神議りが行われる。

## ノベライズ
- 映画の公開に先がけて2021年8月12日に脚本を元に小説版として書き下ろしにより文庫が発売され[19]、9月15日には「映画ノベライズ」[20]、9月30日には「アニメ絵本」が発売されている[21]。

## 書誌情報
- 神在月のこども（2021年8月12日、講談社文庫、ISBN 978-4-06-524595-8）[19]
- 神在月のこども 映画ノベライズ（2021年9月15日、講談社青い鳥文庫、ISBN 978-4-06-522918-7）[20]
- アニメ絵本 神在月のこども 単行本（ソフトカバー）（2021年9月30日、講談社、ISBN 978-4-06-524242-1）[21]